# Hossegor Challenger
L'Hossegor Challenger è stato un torneo professionistico maschile di tennis giocato su campi in terra rossa. Faceva parte delle ATP Challenger Series. Si sono giocate le sole edizioni del 1989 e 1990 a Soorts-Hossegor in Francia.

## Albo d'oro

### Singolare
| Anno | Campione         | Finalista     | Punteggio     |
| ---- | ---------------- | ------------- | ------------- |
| 1990 | Rodolphe Gilbert | Ronald Agénor | 6–4, 6–4      |
| 1989 | Thierry Tulasne  | Bruno Orešar  | 6–3, 2–6, 6–1 |

### Doppio
| Anno | Campioni                       | Finalisti                        | Punteggio |
| ---- | ------------------------------ | -------------------------------- | --------- |
| 1990 | Marcos Górriz Marcelo Ingaramo | Eduardo Bengoechea Eduardo Masso | 7–5, 6–2  |
| 1989 | Peter Svensson Jörgen Windahl  | David Engel Barry Moir           | 6–4, 7–5  |